# Glochidion beccarii
Glochidion beccarii är en emblikaväxtart som beskrevs av Airy Shaw. Glochidion beccarii ingår i släktet Glochidion och familjen emblikaväxter. Inga underarter finns listade i Catalogue of Life.